# Dipartimento di Toulépleu
Il dipartimento di Toulépleu è un dipartimento della Costa d'Avorio situato nella regione di Cavally, distretto di Montagnes.
Nel censimento del 2014 è stata rilevata una popolazione di 56.992 abitanti. 
Il dipartimento è suddiviso nelle sottoprefetture di Bakoubli, Méo, Nézobly, Péhé, Tiobly e Toulépleu.